# 梅索科

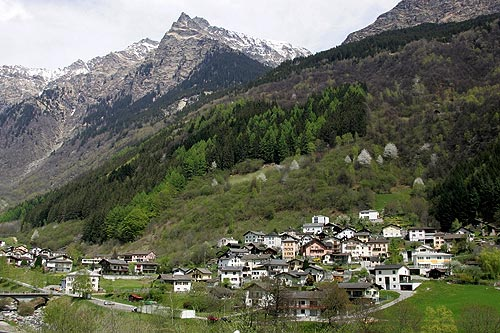

梅索科（義大利語：Mesocco）是瑞士的城鎮，位於該國東部，由格勞賓登州負責管轄，面積164.75平方公里，海拔高度769米，每年平均降雨量1,854毫米，2011年人口1,240，人口密度每平方公里8人。

## 外部連結
- Official website （页面存档备份，存于） （意大利文）